# П'ядь
П'ядь (д.-рус. пѧдь від прасл. *pęti — «п'ясти, натягати») — давня міра довжини, що дорівнювала відстані між кінцями розтягнутих великого і вказівного пальців («мала п'ядь») або великого пальця і мізинця («велика п'ядь»).

1 п'ядь = 17,78 см

## Давньоруська п'ядева система мір
- 1 п'ядь = 0,1778 м[1]
- 1 п'ядь = 17,78 см
- 2 п'яді = 1 стопа (35,56 см)
- 3 п'яді = 1  лікоть (53,34 см)
- 4 п'яді = 1 аршин (71,12 см)
- 5 п'ядей = 1 крок (88,9 см)
- 6 п'ядей = 1 міра або півсажня (106,68 см)
- 7 п'ядей = 1 лоб (124,46 см)
- 8 п'ядей = 1 стовпець (142,24 см)
- 9 п'ядей = 1 посох (160,02 см)
- 10 п'ядей = 1 кручений посох або махова сажень (177,8 см)
- 12 п'ядей = 1 сажень (213,36 см)
- 16 п'ядей = 1 коло (284,48 см)
- 17 п'ядей = 1 косий сажень (302,26 см)
- 6000 п'ядей = 1 верста (1066,8 м)

## У культурі
- В українському фольклорі згадується «семип'ядна пищаль»: «Хведора Безрідного ховали. Руський „Отченаш“ читали, в семип'ядні пищалі гримали» (дума про Хведора Безрідного)[2], «Семип'ядную пищаль підняв і орлам сизоперим кулю на подарунок подарував»[3].

### Мовні звороти, приказки
- Ні на п'ядь [не відступати, не відходити] — ні на крок.
- Прибуло дня на курячу п'ядь
- П'ядь за п'яддю — поступово